# Kiril Akalski
Kiril Najdenow Akalski (auch Kyril Naydenov Akalski geschrieben, bulgarisch Кирил Найденов Акалски; * 17. Oktober 1985 in Plowdiw) ist ein bulgarischer Fußballtorwart.

## Karriere
Akalski begann seine Karriere bei FK Mariza Plowdiw in seiner Heimatstadt Plowdiw. Nachdem er dort bis 2004 in der Jugendmannschaft gespielt hatte, stand er von 2004 bis 2008 im Profikader der Mannschaft. 2008 wechselte er dann zum Stadtrivalen Lokomotive Plowdiw. Dort stand er von 2008 bis 2010 im Kader. 2010 wechselte er zu Lewski Sofia. Er bekam dort die Rückennummer 85. Bei Lewski kam er in der Saison 2010/11 als Stellvertreter von zunächst Georgi Petkow, dann Boschidar Mitrew und schließlich Plamen Iliew nur zu drei Einsätzen. Anfang 2012 verließ er den Verein zu Beroe Stara Sagora. Dort war er zunächst Ersatzmann hinter Iwailo Iwanow. In der Spielzeit 2012/13 war er zunächst die Nummer eins im Tor, verlor diesen Platz aber in der Rückrunde an Iwan Karadschow.
Im Sommer 2013 kehrte Akalski zu Lokomotive Plowdiw zurück, kam dort aber in der Spielzeit 2013/14 hinter Iordan Gospodinow nur zu fünf Einsätzen. Er entschied sich, zum FC Rakowski in die B Grupa zu wechseln. Dort hatte er einen festen Platz im Team und wurde Anfang 2015 von Erstligist FK Chaskowo verpflichtet. Hier blieb ihm jedoch hinter Nikolai Bankow nur die Reservistenrolle. Am Ende der Saison 2014/15 stieg er mit seiner Mannschaft ab.
Akalski wechselte im Sommer 2015 zum FC Unterföhring in die Bayernliga Süd. Dort hatte er zunächst den Platz im Tor sicher, ehe er in der Rückrunde von Sebastian Fritz abgelöst wurde. Nach einer Spielzeit schloss er sich dem SFK Etar Weliko Tarnowo an, der in der B Grupa spielte. Er war fester Bestandteil derjenigen Mannschaft, die am Ende der Saison 2016/17 aufstieg. Im Oberhaus musste er seinen Platz für den neu verpflichteten Christo Iwanow räumen.
Anfang 2018 kehrte er zu seinem Heimatklub FK Mariza Plowdiw zurück, der in der B Grupa spielte.